# Милледжвилл (Джорджия)
Милледжвилл (англ. Milledgeville) — город и административный центр округа Болдуин в штате Джорджия, расположенный на реке Окони (Oconee).
Милледжвилл — ключевой город статистической площади, в которую входят округа Болдуин и Хэнкок, и в которой в 2000 году проживало суммарно 54 776 человек.
Город назван в честь американского политика XIX века Джона Милледжа (John Milledge). C 1804 по 1868 год был столицей штата Джорджия.